# Lycoriella vitticollis
Lycoriella vitticollis är en tvåvingeart som först beskrevs av Holmgren 1883.  Lycoriella vitticollis ingår i släktet Lycoriella och familjen sorgmyggor. Inga underarter finns listade i Catalogue of Life.